# Лабух (Австрия)
Лабух (нем. Labuch) — коммуна в Австрии, в федеральной земле Штирия.
Входит в состав округа Вайц. Население составляет 799 человек (на 31 декабря 2013 года). Занимает площадь 7,25 км².

## Политическая ситуация
Бургомистр коммуны — Филиппине Хирцер (АНП) по результатам выборов 2005 года.
Совет представителей коммуны (нем. Gemeinderat) состоит из 9 мест.
- АНП занимает 5 мест.
- СДПА занимает 4 места.